# The Per Gessle Archives
The Per Gessle Archives è un cofanetto pubblicato nel 2014 dalla Elevator Entertainment che raccoglie in 10 cd ed un album in vinile la maggior parte dei demo che Per Gessle ha registrato durante la sua carriera per i suoi album da solista, come Mazarin ed En Händig Man, per il gruppo pop rock svedese Gyllene Tider, per alcuni progetti alternativi, come The Lonely Boys e Son Of A Plumber, e per il duo pop rock svedese Roxette.
- - 2014 - Demos & Other Fun Stuff!, Vol. 1, in anteprima dal 16 maggio 2014[1]
  - 2014 - Demos & Other Fun Stuff!, Vol. 2, in anteprima dal 23 maggio 2014[2]
  - 2014 - Demos & Other Fun Stuff!, Vol. 3 e 4, in anteprima dal 3 settembre 2014[3][4]
  - 2014 - The Roxette Demos!, Vol. 1, in anteprima dal 10 settembre 2014[5][6]
  - 2014 - The Roxette Demos!, Vol. 2, in anteprima dal 17 settembre 2014[7][8]